# Puig de Vallvanera
El Puig de Vallvanera és una muntanya de 339 metres que es troba al municipi de Castell d'Aro, Platja d'Aro i s'Agaró, a la comarca catalana del Baix Empordà.